# Kelle-Mpeck
Kelle-Mpeck est un village de la région du Centre du Cameroun. Il est localisé dans l'arrondissement (commune) de Messondo. On y accède par la piste rurale qui lie Messondo à Mbengue et à Sodibanga.

## Population et société
En 1963, la population de Kelle-Mpeck était de 248 habitants. Kelle-Mpeck comptait 318 habitants lors du dernier recensement de 2005. La population est constituée pour l’essentiel de Bassa.